# Villanueva de los Castillejos
Villanueva de los Castillejos – gmina w Hiszpanii, w prowincji Huelva, w Andaluzji, o powierzchni 263,98 km². W 2011 roku gmina liczyła 2785 mieszkańców.